# Bruno Taut

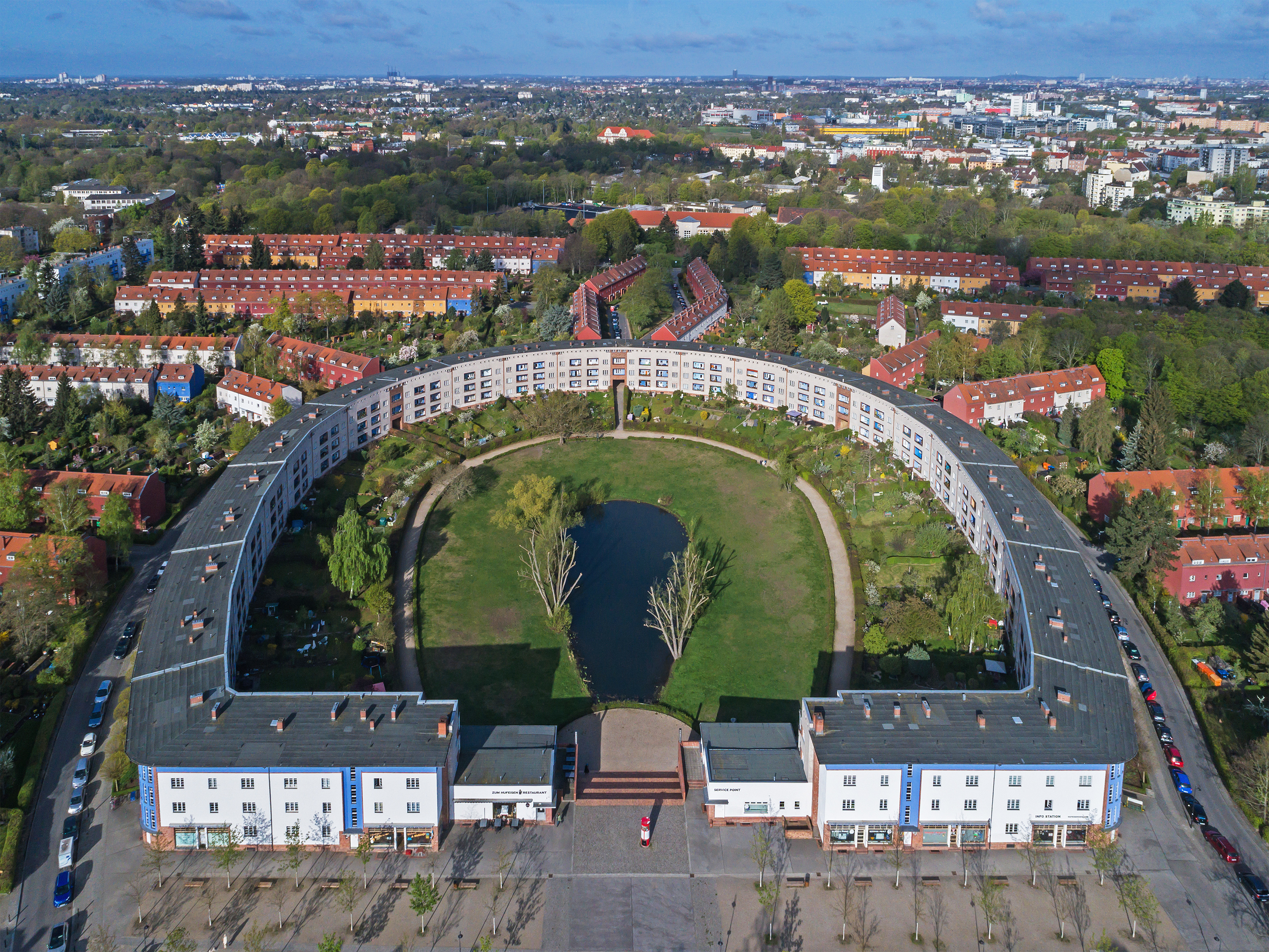
Urbanización de herradura o «Hufeisensiedlung», construida en 1925, en Berlín.

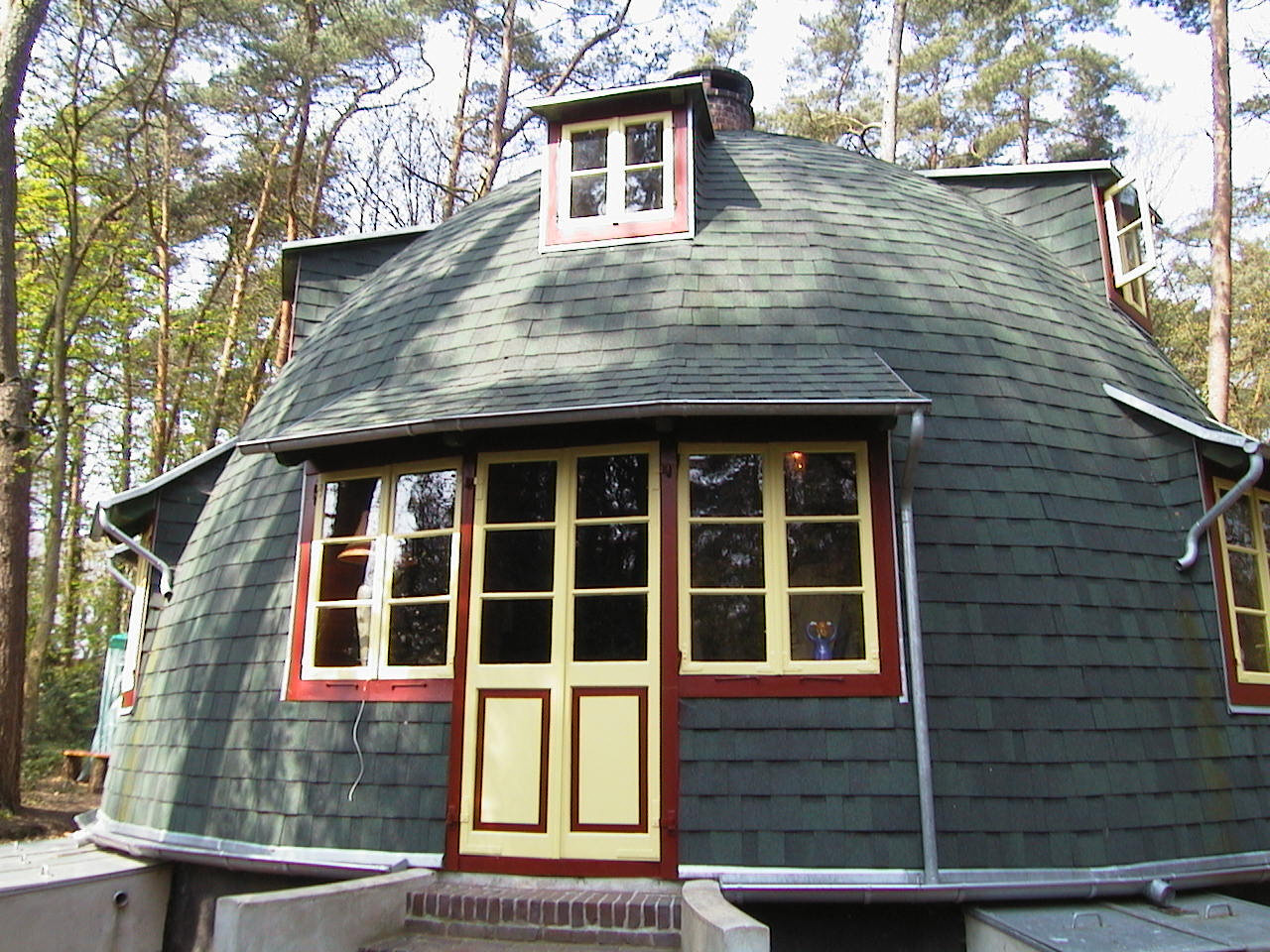
Worpsweder Käseglocke, erigido en 1926.

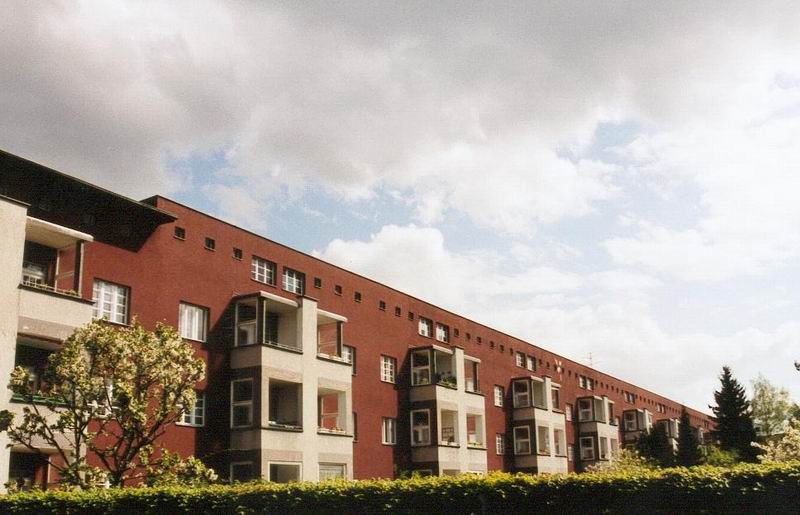
Edificio del «Frente Rojo», Urbanización de herradura, Berlín.

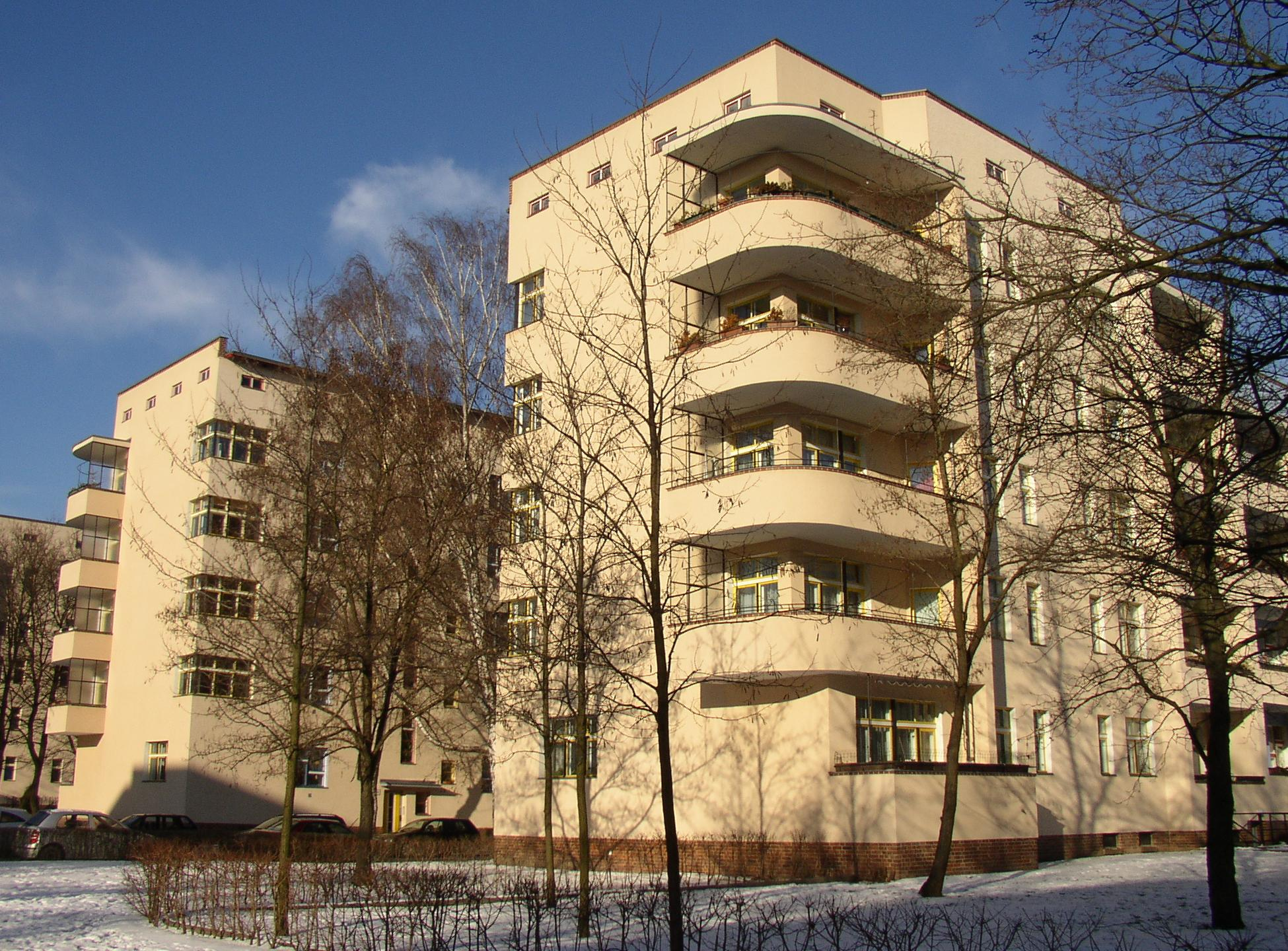
Wohnstadt Carl Legien.

Bruno Julius Florian Taut (Königsberg, 4 de mayo de 1880 - Estambul, 24 de diciembre de 1938) fue un prolífico arquitecto y publicista alemán, líder del movimiento expresionista, activo durante el período de la República de Weimar. Hermano del también arquitecto Max Taut.
Taut se ha distinguido por su trabajo teórico, escritos especulativos, y numerosos edificios de exposiciones. Su obra más representativa es la cúpula prismática del Pabellón de Cristal en Colonia para la Exposición del año 1914. Sus proyectos para una «Arquitectura Alpina» en 1917 son muestra de una visión utópica imperturbable, y ha sido clasificado de manera diversa: como moderna y como expresionista.  
Esta reputación no refleja con precisión el extenso conjunto de obra arquitectónica y logros sociales y prácticos de Taut.
Después de estudiar y hacer prácticas como miembro de la oficina de Theodor Fischer, Taut abrió su propia oficina en Berlín en el año 1910. El veterano arquitecto Hermann Muthesius le propuso visitar Inglaterra para conocer el movimiento de la Ciudad-jardín. Este viaje tuvo un profundo y perdurable impacto en Taut. Muthesius también le presentó a algunas de las figuras del Deutscher Werkbund, entre ellas a Walter Gropius. Taut tenía inclinaciones socialistas y esto, antes de la Primera Guerra Mundial, entorpeció su progreso.  
Taut completó dos proyectos de casas en Magdeburgo, desde 1912 hasta 1915, influido directamente por el funcionalismo humano y las soluciones de diseño urbano del movimiento ciudad-jardín. Entre 1919 y 1920 lideró un grupo expresionista de intercambio de dibujos e ideas por correspondencia denominado la Cadena de Cristal.Sirvió como arquitecto municipal en Magdeburgo desde 1921 hasta 1923.
En 1924 fue nombrado arquitecto jefe de GEHAG, una empresa de viviendas privada, y diseñó con éxito varias urbanizaciones residenciales de gran tamaño («Gross-Siedlungen») en Berlín, destacadamente la Urbanización de Herradura en 1925 (Hufeisensiedlung), llamada así por su configuración alrededor de un estanque, y la urbanización de 1926 de la Cabaña del Tío Tom («Onkel Toms Hütte») en Zehlendorf, que recibe tan extraño nombre por un restaurante local y que se encuentra en una densa arboleda. Los diseños incluían techos planos modernos y controvertidos, acceso de las personas al sol, al aire, y jardines, así como instalaciones generosas: gas, electricidad y baños. Los críticos de la derecha política se quejaron de que estas urbanizaciones eran demasiado opulentas para la «gente corriente».  El progresista alcalde de Berlín, Gustav Böss las defendió: «Queremos que los niveles inferiores de la sociedad asciendan».
El equipo de Taut realizó más de 12.000 viviendas entre 1924 y 1931.  GEHAG sigue actualmente en los negocios y tiene una herradura como logotipo, como tributo a Taut.
Taut trabajó en la Unión Soviética en 1932 y 1933, y regresó a casa en febrero de 1933, encontrándose un ambiente político hostil. Huyó a Suiza, luego a Takasaki en Japón, donde produjo tres influyentes libros sobre la cultura y la arquitectura japonesas, e hizo diseño de muebles y de interiores.
Le ofrecieron un trabajo como profesor de arquitectura en la Academia Estatal de Bellas Artes en Estambul (actualmente, la Universidad de Bellas Artes Mimar Sinan), por lo que Taut se trasladó a Turquía en 1936. Hasta su prematura muerte en 1938, escribió al menos otro libro, y diseñó una serie de edificios docentes en Ankara y Trebisonda después de recibir un encargo al respecto por el Ministerio de Educación turco. Los más significativos de estos edificios fueron la «Facultad de Idiomas, Historia y Geografía» de la Universidad de Ankara, la «Escuela Superior Atatürk de Ankara» y la «Escuela Superior de Trebisonda». El último trabajo de Taut, un mes antes de su muerte, fue el catafalco usado para el funeral de estado oficial de Mustafa Kemal Atatürk el 21 de noviembre de 1938 en Estambul. Taut descansa en el Cementerio de Mártires de Edirnekapı en Estambul.
Durante toda su vida, también pintó, siendo único dentro de sus contemporáneos modernistas, en su devoción por el color. Aplicó colores vivos y chocantes, a su primer gran encargo, la Urbanización Falkenberg (1912) en Berlín, que fue conocida como la «Urbanización de la caja de pinturas». El Pabellón de Cristal de 1914, que es conocido por reproducciones en blanco y negro, también estaba vivamente coloreado. La distinción de Taut respecto a sus contemporáneos modernistas nunca fue más evidente que en la Exposición de la vivienda Weissenhof de 1927 en Stuttgart: en contraste con creaciones de un blanco puro, como las de Mies van der Rohe, Le Corbusier, y Walter Gropius, la casa de Taut (Número 19) estaba pintada de colores primarios.